# 米奧雷
米奧雷（羅馬化：Miory）是白俄羅斯的城鎮，位於首府維捷布斯克以西190公里，由維捷布斯克州負責管轄，2009年人口8,700。第二次世界大戰期間，納粹德國在1941年7月5日佔領該鎮。